# Ꟙ
Cette page contient des caractères spéciaux ou non latins. S’ils s’affichent mal (▯, ?, etc.), consultez la page d’aide Unicode.
Ne doit pas être confondu avec la lettre latine S bouclé ‹ 𝼞 ›, la lettre grecque Delta ‹ δ › ou la lettre latine delta ‹ ẟ ›.
Le s sigmoïde ou s fermé, Ꟙ en majuscule et ꟙ en minuscule, est une lettre additionnelle de l’alphabet latin et une variante du s qui a été utilisée dans des manuscrits en moyen anglais, moyen cornique (en) et moyen scots. Il n’est pas à confondre avec la lettre latine S bouclé ‹ 𝼞 ›, la lettre grecque Delta ‹ δ › ou la lettre latine delta ‹ ẟ ›.

## Utilisation
Le s sigmoïde est une variante du s, comme le s long, utilisée dans des manuscrits du Moyen Âge en moyen anglais, moyen cornique (en) et moyen scots. Le caractère informatique a été codé afin de permettre aux documents paléographiques de reproduire la distinction faite au Moyen Âge entre les formes des s ‹ s, ſ, ꟙ ›.
En albanais, dans l’alphabet de Frashëri utilisé à la fin du xixe siècle et au début du xxe siècle une lettre s sigmoïde, ou une lettre similaire basée sur le sigma grec, a été utilisée pour représenter la consonne fricative dentale sourde /ʃ/. Sa forme majuscule a été similaire à celle du sigma grec ou à un G majuscule inversé.

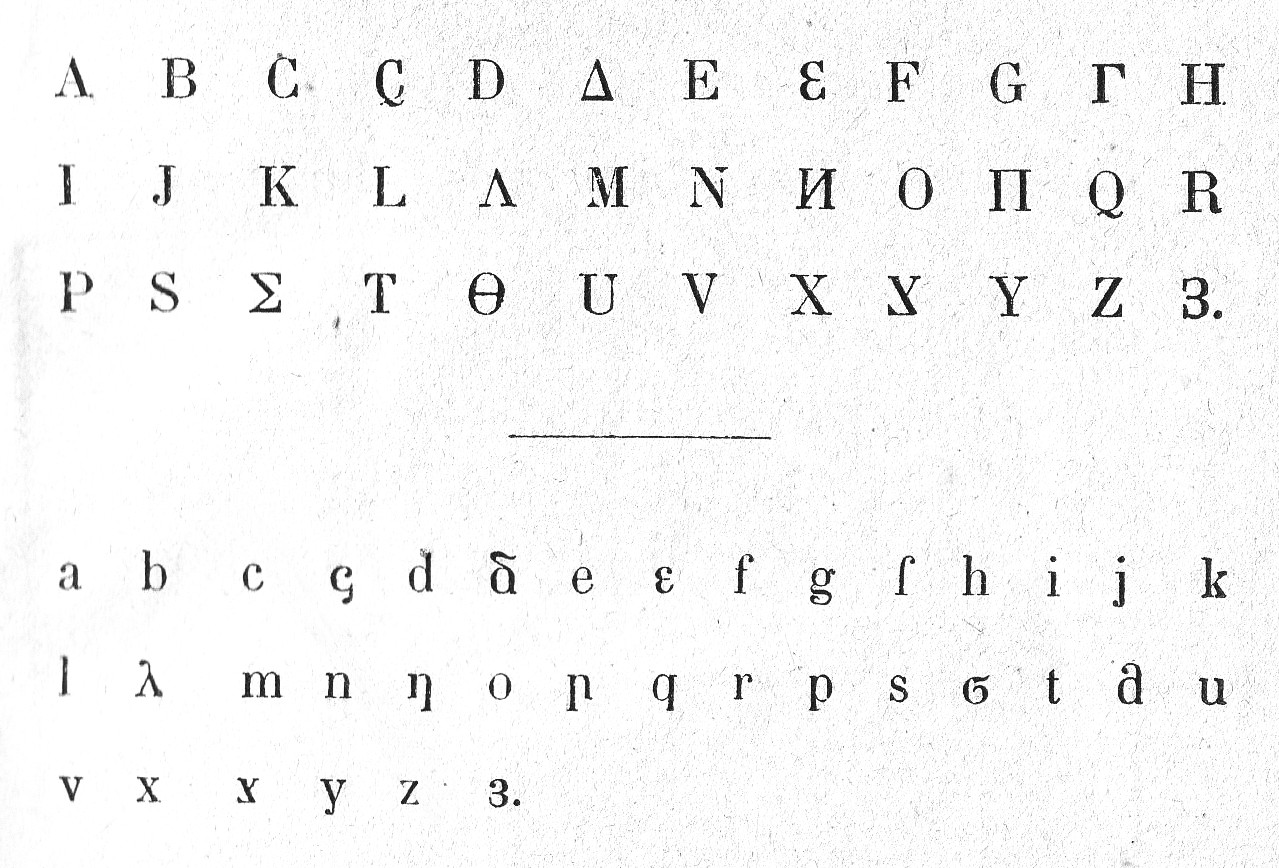
Alphabet albanais de Frashëri dans un abécédaire de 1879, avec une lettre s sigmoïde.

## Formes
| Formes | Notes |
| ------ | ----- |
|        |       |
|        |       |

## Représentations informatiques
Le s sigmoïde peut être représenté avec les caractères Unicode (latin étendu D) suivants :
| formes    | représentations | chaînes de caractères | points de code | descriptions                       |
| --------- | --------------- | --------------------- | -------------- | ---------------------------------- |
| capitale  | Ꟙ               | Ꟙ                     | U+A7D8         | letter majuscule latine s sigmoïde |
| minuscule | ꟙ               | ꟙ                     | U+A7D9         | lettre minuscule latine s sigmoïde |